# Gangwon
La provincia di Gangwon (Gangwon-do; 강원도; 江原道) è una delle suddivisioni amministrative della Corea del Sud.
La sua capitale è Chuncheon.
Prima del 1945 e della guerra di Corea la provincia di Gangwon formava un'unica unità amministrativa con la confinante provincia nord-coreana di Kangwon.

## Geografia antropica

### Suddivisioni amministrative
Il Gangwon è suddiviso in 7 città (si) ed 11 contee (gun).

#### Città
| - Chuncheon (춘천시, 春川市, capoluogo) - Donghae (동해시, 東海市) - Gangneung (강릉시, 江陵市) | - Samcheok (삼척시, 三陟市) - Sokcho (속초시, 束草市) | - Taebaek (태백시, 太白市) - Wonju (원주시, 原州市) |

#### Contee
| - Contea di Cheorwon (철원군, 鐵原郡) - Contea di Goseong (고성군, 高城郡) - Contea di Hoengseong (횡성군, 橫城郡) - Contea di Hongcheon (홍천군, 洪川郡) | - Contea di Hwacheon (화천군, 華川郡) - Contea di Inje (인제군, 麟蹄郡) - Contea di Jeongseon (정선군, 旌善郡) - Contea di Pyeongchang (평창군, 平昌郡) | - Contea di Yanggu (양구군, 楊口郡) - Contea di Yangyang (양양군, 襄陽郡) - Contea di Yeongwol (영월군, 寧越郡) |

## Turismo

### 강릉시- Gangneung-si

#### Una passeggiata dove la cultura e la natura si incontrano
Gangneung è un luogo ricco di spiagge, da nord a sud, lungo tutta la costa. Queste spiagge sono circondate da pinete piantate dai nativi per bloccare la brezza marina. Grazie alla prossimità di queste foreste e spiagge, è un luogo veramente calmo, è divertente passeggiarci avanti e indietro e, d’estate, il profumo dei fiori si mischia a quello del mare. Quando si è a Gangneung, non si può non provare il Chodang Sundubu e i coffee shops. Il sundubu è realizzato con l’acqua del mar dell’est e prende il nome dal padre di Heo Gyun, Chodang.
Il piccolo porto di Anmok è famoso per una strada piena di distributori automatici di caffè. Questi ultimi sono così ben conosciuti grazie alla miscela che dona un sapore unico. Si dice che questa strada è diventata la strada del caffè perché è un bel posto per gli estimatori dove poter discutere e fare confronti tra i vari prodotti. Camminare per questa strada con una tazza di caffè in mano è un’esperienza unica anche se, al giorno d’oggi, in disuso a causa della presenza di vari coffee shop.

#### Museo DMZ
Questo grande museo ha una sorprendente quantità di lingua inglese nella narrazione della storia del DMZ, oltre alle mostre come US Pow letters e numerose foto. Si trova all’interno del Parco di Sicurezza Tongil, alla sinistra della strada se ci si avvicina all’Osservatoria dell’Unificazione Goseong.

#### Parco Nazionale di Seoraksan
Il Parco Nazionale di Seoraksan si trova in Sud Corea. Il governo ha designato l’area come riserva naturale nel 1965 mentre l’UNESCO la indica come riserva della biosfera dal 1982. Fu il primo Parco Nazionale Coreano ad essere citato nella Legge dei Parchi Nazionali del 1970. È molto visitato dai turisti e dagli amanti della natura. Ospita molte specie rare di flora e fauna.       La riserva occupa un’area di 163.6 kilometri quadri ed include molte cime di montagne che misurano oltre i 1,200 metri sopra il livello del mare, di cui la più alta è Daecheongbong, con un’altitudine di 1,708 metri. Il parco è molto importante per la diversità floreale. Esso ospita circa 1,013 specie di piante, delle quali 822 sono piante vascolari. I sempreverdi come il Pino Siberiano sono abbondanti sul versante meridionale mentre su quello settentrionale si possono trovare querce ed altri alberi decidui. La Thuja cresce nelle valli. I pini nani e gli alberi coniferi crescono sia sui versanti alti che su quelli bassi.   Specie rare nella riserva includono la Hanabusaya asiatica. 1,562 specie di animali sono state classificate fino ad oggi. La fauna locale include lontre, scoiattoli volanti siberiani, gheppi, sparvieri cinesi, salmonidi, ciprinide cinese e barbi maculati. Specie in pericolo di animali includono il picchio di Tristam, il goral coreano ed il cervo muschiato coreano. Punti di riferimento culturali nel parco sono il tempio Buddista di Baekdamsa e Sinheungsa.

#### Taebaeksan National Park
Il monte Taebaek, sacro per la popolazione coreana, si trova al bivio del limite della montagna Baekdudaegan, che va da bagdu fino a sud, dirigendosi alla montagna Jirisan.                                 Sin da quando è stata designata come parco provinciale, il monte Taebaek ha ampliato il suo regno e ricevuto il titolo di 22º Parco Nazionale. Il parco si estende dalla provincia di Gangwon-do fino a quella di Gyeongsangbuk-do (Bongwha-gun), raggiungendo i 70.052 km. Vi sono numerosi beni culturali nella zona del monte Taebaek come Cheonjaedan, un luogo dove viene tenuta una cerimonia del raccolto da centinaia di anni, e Geomryongso, sorgente del fiume Han. Presenta anche vari e spettacolari panorami ecologici come il più grande habitat di fiori selvatici dello stato (dalla cima di Geumdaebong fino al monte Daedeok), un habitat di conifere attorno alla cima di Janggunbong e la valle di Baekcheon, l’habita naturale di salmonidi più a meridione del mondo.